# Joshua Cribbs
Joshua Cribbs (Washington, 9 giugno 1983) è un giocatore di football americano statunitense che gioca nel ruolo di wide receiver per gli Indianapolis Colts della National Football League. Non venne scelto al Draft NFL 2005 ma in seguito firmò coi Cleveland Browns. Al college giocò a football alla Kent State University.

## Carriera professionistica

### Cleveland Browns
Cribbs firmò come rookie free agent con i Cleveland Browns un contratto annuale del valore di 232.000 dollari di cui 2.000 di bonus alla firma. Debuttò nella NFL l'11 settembre 2005 contro i Cincinnati Bengals. Il 3 novembre 2006 firmò un contratto di sei anni del valore di 6,8 milioni di dollari di cui 2 milioni di bonus alla firma. Il 5 marzo 2010 rifirmò un nuovo contratto triennale del valore di 15,496 milioni di dollari di cui 3,3 milioni di bonus alla firma. Nei suoi 8 anni con i Browns ottenne 2 volte la convocazione al Pro Bowl.

### Oakland Raiders
Il 15 maggio 2013 firmò un contratto annuale con i Raiders, ma dopo tre partite di pre-stagione negative il 25 agosto venne svincolato.

### New York Jets
Il 15 ottobre 2013, Cribbs firmò coi New York Jets. Nella gara della settimana 9, vinta a sorpresa contro i New Orleans Saints completò un passaggio da 25 yard. Il 3 dicembre fu inserito in lista infortunati a causa di un infortunio riportato nella settimana 13 contro i Miami Dolphins.

### Indianapolis Colts
Il 18 novembre 2014, Cribbs firmò con gli Indianapolis Colts.

## Palmarès
- Convocazioni al Pro Bowl: 2

2007, 2009
- First-team All-Pro: 2

2007, 2009

## Record NFL
- Due kickoff ritornati per oltre 100 yard in una singola gara (condiviso con Ted Ginn Jr.)
- Maggior numero di kickoff ritornati in touchdown in una singola gara: 2 (condiviso con altri nove)

## Statistiche
| Partite totali                   | 124   |
| Partite da titolare              | 31    |
| Yard su ricezione                | 1.161 |
| Touchdown su ricezione           | 7     |
| Touchdown su ritorni di kick off | 8     |
| Touchdown su ritorni di punt     | 3     |

Statistiche aggiornate alla stagione 2012